# Dorfkirche Thomsdorf

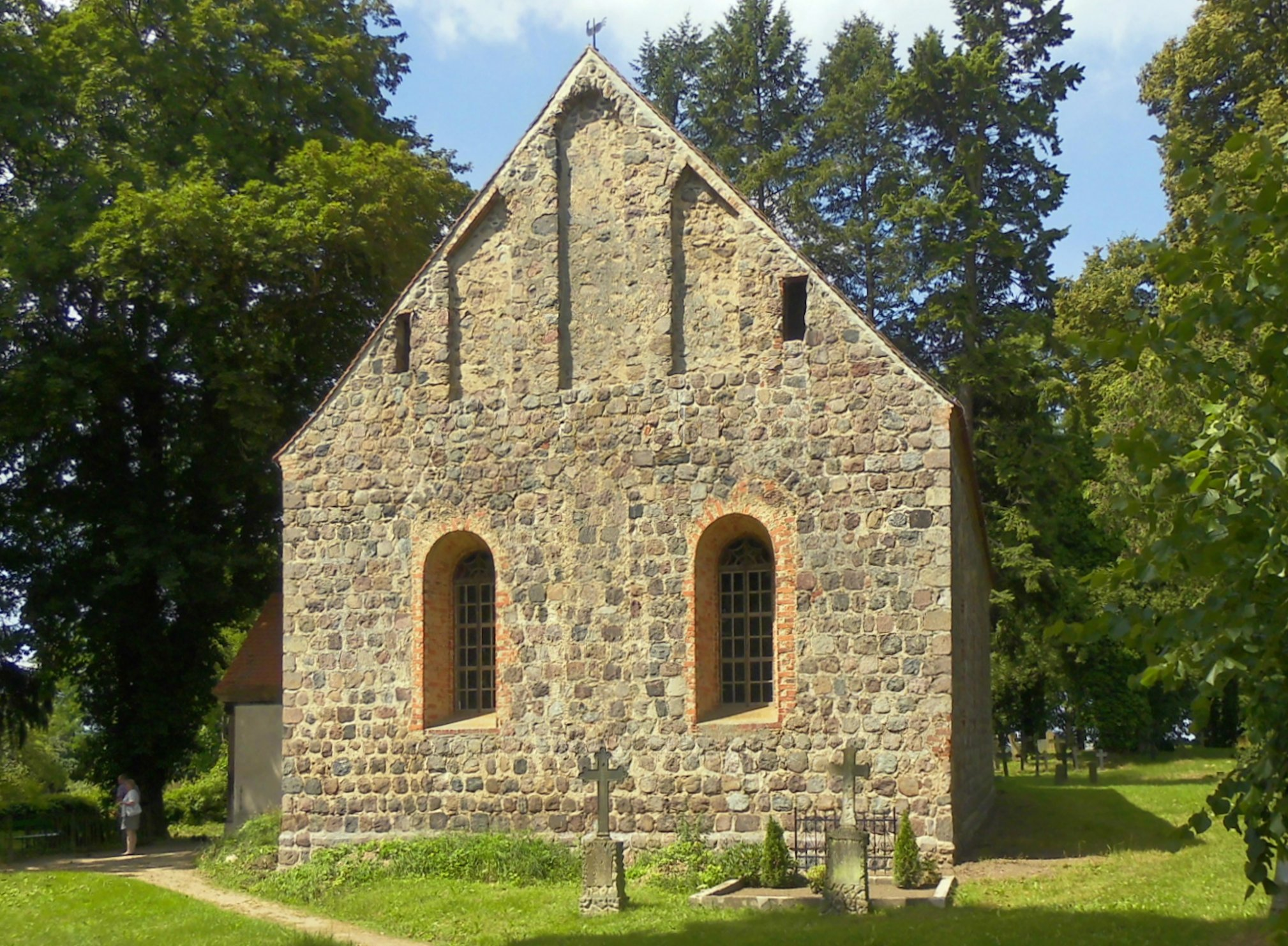
Dorfkirche Thomsdorf

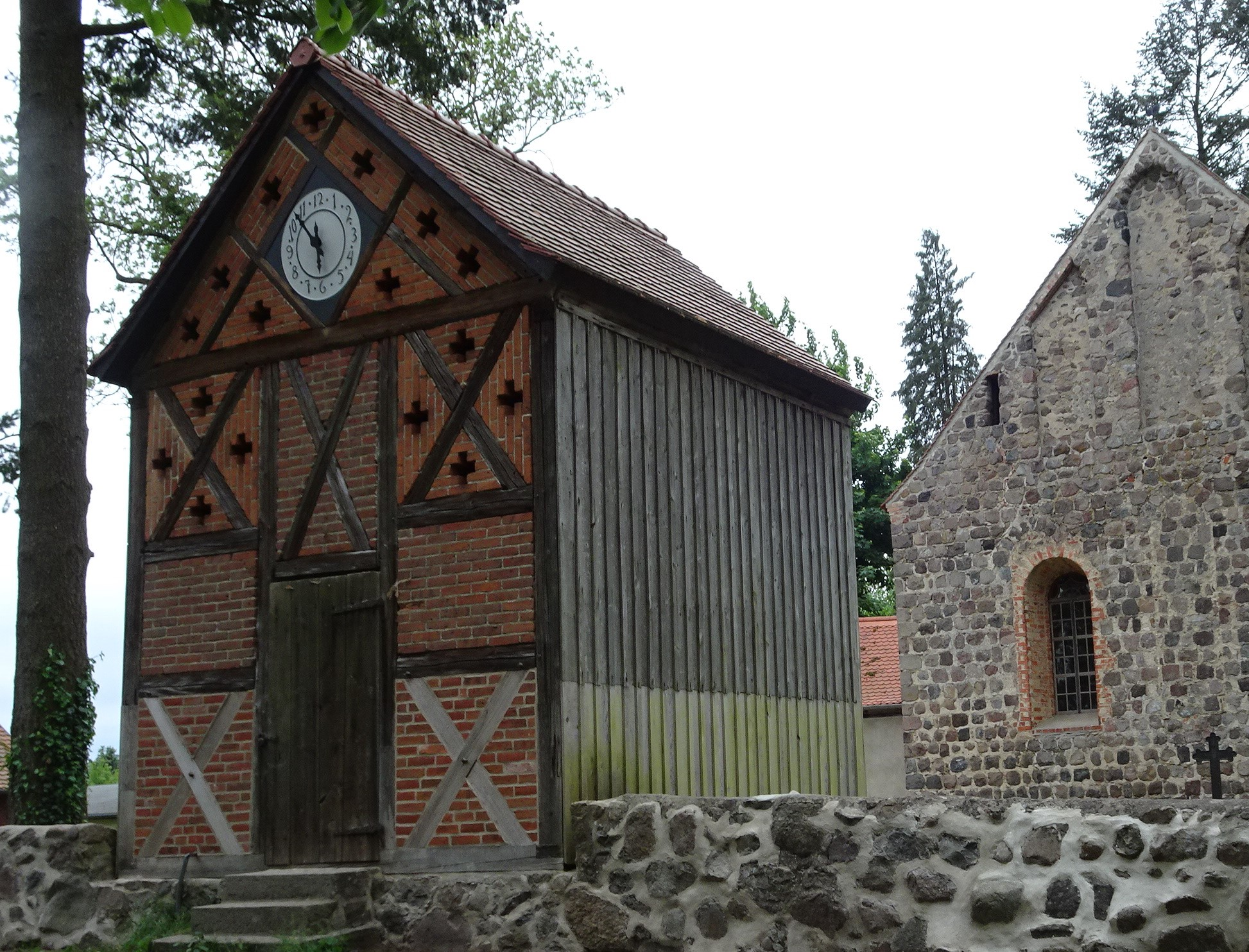
Glockenhaus vor Ostgiebel der Dorfkirche Thomsdorf

Die evangelische Dorfkirche Thomsdorf ist eine gotische Saalkirche im Wohnplatz Thomsdorf der Gemeinde Boitzenburger Land im Landkreis Uckermark in Brandenburg. Sie gehört zum Pfarrbereich Boitzenburg im Evangelischen Kirchenkreis Uckermark der Evangelischen Kirche Berlin-Brandenburg-schlesische Oberlausitz und kann nach Anmeldung besichtigt werden.

## Geschichte und Architektur
Die Kirche ist ein flachgedeckter rechteckiger Feldsteinsaal auf geschrägtem Sockel mit einem nicht ausgebauten Westquerturm aus der zweiten Hälfte des 13. Jahrhunderts. Um 1700 wurde eine Renovierung vorgenommen, bei der der Turmaufsatz entfernt, ein Glockenhaus errichtet, die Fenster rundbogig vergrößert und die Südvorhalle aus Fachwerk ergänzt wurden. Im Westen ist ein gestuftes, im Süden ein vermauertes Spitzbogenportal angeordnet; im Osten wurde die Kirche ursprünglich durch eine Dreifenstergruppe erhellt, deren Mittelfenster vermauert ist; im Giebel sind drei Blenden angeordnet. Am 29. August 1990 wurde die Kirche durch fahrlässige Brandstiftung bis auf die Umfassungsmauern zerstört. Teile der Ausstattung konnten jedoch gerettet werden. Danach wurde die Kirche wieder aufgebaut und restauriert.
Innen wurde die Spitzbogenöffnung zum Turm schon früh teilweise vermauert; auf der nördlichen Hälfte dieser Wand sind nach 1990 rötliche Unterzeichnungen einer mehrfigurigen Szene, vermutlich des Höllenschlundes, zum Vorschein gekommen, die wohl aus dem 15. Jahrhundert stammen. An den Schiffswänden wurden unterhalb einer Reihe schwarz-roter Weihekreuze nach 1990 weitere kleinere, schwarze Weihekreuze aufgedeckt, die wohl ebenfalls aus der Bauzeit herrühren.

## Ausstattung
Hauptstück der Ausstattung ist ein Schnitzaltar vom Ende des 15. Jahrhunderts, der 1948–1950 in der ursprünglichen Farbigkeit restauriert wurde. Im Schrein ist Maria zwischen Katharina und einem Bischof dargestellt, in den Flügeln sind je sechs männliche und weibliche Heilige zweireihig angeordnet. Als Bekrönung dient ein Kruzifixus vom Anfang des 16. Jahrhunderts. Eine ungefasste hölzerne Bischofsfigur vom Ende des 15. Jahrhunderts wird im Pfarrhaus aufbewahrt. Eine auf das Jahr 1580 datierte Holztür mit Beschlägen ist in der Südvorhalle zu finden.
Die Orgel war ursprünglich ein Werk von Albert Hollenbach aus dem Jahr 1890 mit sieben Registern auf einem Manual und Pedal. Sie wurde bei dem Brand zerstört und durch ein Werk mit vier Registern auf einem Manual (ohne Pedal) ersetzt, welches vermutlich von Martin Braun (Hofen bei Spaichingen) stammt, sich bei Orgelbauer Itten (Sulz/Schweiz) im Lager befand und durch Christian Scheffler erworben und wieder aufgebaut wurde.